# إن إس لوك أب
 تعليمة إن إس لوك أب (بالإنجليزية: NSLOOKUP)‏ تعني (بالإنجليزية: Name Server lookup)‏ وهي عبارة عن برنامج يستخدم في أنظمة التشغيل مايكروسوفت ويندوز ويونكس وجنو/لينكس يُستخدم لسؤال مخدمات الـنظام أسماء النطاقات عن تفاصيل نظام أسماء النطاقات متضمنة بروتوكول سوبرنت لكمبيوتر محدد ليجد معلومات بخصوص جدار الحماية أو نظام أسماء النطاقات محدد. وبالتالي هي تعليمة مهمتها:
1. إعادة عنوان IPالمقابل لاسم host معين
2. إعادة اسم الـhost المقابل لعنوان IP معين.

وضعت النسخة الأكثر شهرة للبرنامج كجزء من حزمة بایند. Nslookup ترسل استفسار DNSإلى مخدم DNSالمحدد ,ثم تستلم الجواب من هذا المخدم وتعرض النتائج.
تحوي هذه التعليمة على نمطين :
- التفاعلي: يسمح للمستخدم بسؤال مخدمات النظام أسماء النطاقات للحصول على معلومات متنوعة عن بروتوكول الوصول إلى رسائل الإنترنت أو قائمة مصطلحات الحاسوب لطباعة قائمة بروتوكول التشكيل الدينامي الموجودين في ترابط تلقائي معين. النمط التفاعلي يستخدم في الحالات التالية:
  - عندما لا تعطى متحولات للتعليمة (هنا سوف يستخدم المخدم الافتراضي)
  - عندما تكون المتحول الأول هو إشارة(-) والمتحول الثاني اسم المضيف أو عنوان المخدم.
- غير التفاعلي: يستخدم لطباعة الاسم والمعلومات المطلوبة لمضيف أو موقع فقط. النمط الغير التفاعلي يستخدم عندما يكون اسم أو عنوان المضيف المراد البحث عنه مُعطى كمتحول أول ,المتحول الثاني الاختياري يحدداسم المضيف أو عنوان المخدم.

ملاحظة:
-عندما نستخدم تعليمة Nslookup بدون أي متحولات فإننا هنا نستخدم المخدم الافتراضي وعنوان IP لاسم الجهاز.
افتراضيا :تعليمة nslookup تسأل DNS (domain name server) المنصب على الجهاز ولكن يمكن أن نطلب DNS محدد بتحديده عن طريق وضع إشارة (-)بعد التعليمة كمايلي :
- nslookup host.name -server.name

كما يمكننا أن نطلب معلومات عن كمبيوتر محدد بإضافة اسمه بعد تعليمة nsloookup كما يلي:
- nslookup host.name.

Nslookup لديها تعليمات فرعية:
1. Server NAME :حيث NAME هو اسم أو عنوان ip لمخدم الDNS ليستفسر عنه.
2. set type=NAME: حيث NAME هو نوع السجل الذي نريد البحث فيه. مثال: set type mx :سوف يعطي سجلات البريد إذا كانت هذه البياناتِ متوفرة
3. exit.:لانهاء تعليمات nslookup

كما يمكننا أن نغير نمط الاستفسار بوضع مجموعة من المتحولات التالية :
- set type=mx:تستخدم للحصول معلومات بخصوص مخدمات مواقع البريد(domain's mail server(s).
- set type=ns :تستخدم للحصول معلومات بخصوص أسماء مخدمات المواقع(domain's name servers)
- set type=a:تستخدم للحصول معلومات بخصوص شبكة المضيف network hostوهي نمط استفسار افتراضي
- set type=soa:تستعمل لعرض معلومات عن. حقل SOA وهي اختصارلــ Start Of Authority
- set type=cname:مستعملُ لعَرْض المعلوماتِ بخصوص أسماءِ الشهرة.
- set type=hinfo :مستعملُ لعَرْض المعلوماتِ بخصوص الأجهزةِ ونظامِ تشغيل المضيّفَ، إذا كانت هذه البياناتِ متوفرة

## الروابط
- [وصلة مكسورة]